# Walson Lopes Alves
Walson Lopes Alves (Nazaré, 14 de maio de 1931 — 3 de julho de 1972) foi um advogado, professor e político brasileiro.
Eleito vereador em Salvador, exerceu o mandato de 1963 a 1967. Deixou a câmara de vereadores para exercer o mandato de deputado estadual da Assembleia Legislativa da Bahia no período de 1967 a 1971. Eleito Deputado federal, exerceu o mandato de 1971 a 1972. Casado, e pai de dois filhos, era Bacharel em Direito pela UCSal (1968).